# Valeria Battista
Valeria Battista (Legnano, 23 gennaio 2001) è una pallavolista italiana, schiacciatrice della UYBA.

## Carriera

### Club
La carriera di Valeria Battista inizia nella stagione 2014-15 nel Bergamo, con cui partecipa al campionato di Serie B1: la stagione successiva, con lo stesso club, è in Serie B2, dove milita anche nell'annata 2016-17, ottenendo qualche convocazione in prima squadra in Serie A1; dalla stagione 2017-18 è promossa in prima squadra, nella massima divisione.
Per il campionato 2018-19 entra a far parte della squadra federale del Club Italia, sempre in Serie A1, mentre in quello seguente si accasa al Montecchio Maggiore, in Serie A2, dove resta per due annate. Nella stagione 2021-22 viene ingaggiata dalla UYBA, facendo ritorno in Serie A1: dopo due annate con la formazione bustocca si trasferisce per il campionato 2023-24 alla Sant'Anna di Messina, in Serie A2. 
Prosegue la carriera in serie cadetta trasferendosi nella stagione 2024-25 alla Helvia Recina, con cui conquistando la promozione in Serie A1, categoria dove milita nell'annata successiva vestendo però nuovamente la maglia della UYBA.

### Nazionale
Nel 2017 viene convocata nella nazionale italiana under 18 con cui vince la medaglia d'argento al campionato europeo e quella d'oro al Festival olimpico della gioventù europea e al campionato mondiale. Nel 2018 è in quella under 19, aggiudicandosi l'oro al campionato europeo di categoria, dove è premiata come MVP, mentre l'anno seguente è in quella under 20, conquistando l'argento al campionato mondiale.
Nel 2018 ottiene le prime convocazioni nella nazionale maggiore.

## Palmarès

### Nazionale (competizioni minori)
- Campionato europeo under 18 2017
- Festival olimpico della gioventù europea 2017
- Campionato mondiale under 18 2017
- Campionato europeo under 19 2018
- Campionato mondiale under 20 2019

### Premi individuali
- 2018 - Campionato europeo under 19: MVP